# Некременська сільська рада
| Некременська сільська рада — колишній орган місцевого самоврядування у Олександрівському районі Донецької області з адміністративним центром у c. Некременне. Сільській раді підпорядковані населені пункти: - c. Некременне |

## Склад ради
Рада складається з 12 депутатів та голови.

## Керівний склад сільської ради
| ПІБ                            | Основні відомості                                                         | Дата обрання | Дата звільнення |
| ------------------------------ | ------------------------------------------------------------------------- | ------------ | --------------- |
| Скрипачова Діана Олександрівна | Сільський голова, 1969 року народження, освіта, член Партії регіонів      | 26.03.2006   | 31.10.2010      |
| Болотова Ганна Іванівна        | Сільський голова, 1959 року народження, освіта вища, член Партії регіонів | 31.10.2010   |                 |

Примітка: таблиця складена за даними джерела